# Magny-les-Hameaux
Magny-les-Hameaux – miejscowość i gmina we Francji, w regionie Île-de-France, w departamencie Yvelines.
Według danych na rok 1990 gminę zamieszkiwało 7800 osób, a gęstość zaludnienia wynosiła 469 osób/km² (wśród 1287 gmin regionu Île-de-France Magny-les-Hameaux plasuje się na 268. miejscu pod względem liczby ludności, natomiast pod względem powierzchni na miejscu 130.).